# بويان بافيتشفيتش
بويان بافيتشفيتش (بالصربية: Бојан Павићевић)‏ هو لاعب كرة قدم صربي، ولد في 20 أكتوبر 1975 في جمهورية يوغوسلافيا الاشتراكية الاتحادية. لعب مع KMF SAS ‏.

## وصلات خارجية
- بويان بافيتشفيتش على موقع الاتحاد الأوربي (الإنجليزية)
- بويان بافيتشفيتش على موقع قاعدة بيانات كرة القدم.إي يو (الإنجليزية)